# 기에스코끼리장수풍뎅이
기에스코끼리장수풍뎅이(Gyas beetle, 학명: Megasoma gyas) 또는 기아스장수풍뎅이는 딱정벌레목 장수풍뎅이아과에 속하는 신열대구 곤충의 한 종이다. 

## 특징
몸 전체에 털이 있다. 수컷은 3개의 흉곽뿔과 1개의 머리뿔이 있다. 암컷은 뿔이 없다. 

## 분포
브라질에 분포한다.

## 아종
- Megasoma gyas gyas Herbst, 1785[3]
- Megasoma gyas rumbucheri Fischer, 1968
- Megasoma gyas porioni Nagai, 2003